# Utetheisa duplolunata
Utetheisa duplolunata là một loài bướm đêm thuộc phân họ Arctiinae, họ Erebidae.